# Delias caliban
Delias caliban é uma borboleta da família Pieridae. Foi descrita por Henley Grose-Smith em 1897. Encontra-se no reino australásio onde é endémica às ilhas d'Entrecasteaux.
A envergadura é de cerca de 60 milímetros.

## Subespécies
- D. c. caliban (ilha de Fergusson)
- D. c. satisbona Rothschild, 1915 (Ilha Goodenough)
- D. c. sycorax Tennent, 2017  (Papua Nova Guiné}